# Empire Soccer 94
Empire Soccer 94 is een videospel voor de Commodore Amiga en voor DOS. Het spel werd uitgebracht in 1994.

## Ontvangst
| Beoordeeld door             | Platform | Datum          | Score |
| --------------------------- | -------- | -------------- | ----- |
| WIZ                         | DOS      | augustus 1994  | 90%   |
| PC Games (Duitsland)        | DOS      | juni 1994      | 85%   |
| PC Gamer                    | DOS      | september 1994 | 79%   |
| Amiga Joker                 | Amiga    | juli 1994      | 74%   |
| Power Play                  | DOS      | juli 1994      | 71%   |
| Power Play                  | Amiga    | augustus 1994  | 70%   |
| PC Player (Duitsland)       | DOS      | augustus 1994  | 61%   |
| Computer Gaming World (CGW) | DOS      | november 1994  | 20%   |